# Province de Calvi
La province de Calvi est une ancienne division territoriale de la Corse, créée en 1570 par l'administration génoise et intégrée le 15 janvier 1790 sous l'administration française dans le district de L'Île-Rousse. Son chef-lieu était Calvi.

## Géographie
La province de Calvi constitue la partie nord-occidentale du Deçà des Monts (correspondant à l'actuelle Haute-Corse). Elle est bornée à l'ouest et au sud par les montagnes de la chaîne centrale. Elle possède une façade littorale découpée épousant notamment le golfe de Calvi et le golfe de Galéria.
La province de Calvi avait pour provinces limitrophes celles de Balagne au nord-est, de Bastia à l'est, de Corte au sud-est et de Vico au sud.

## Composition
La province de Calvi comprenait les pièves suivantes :
- Calvi ;
- Olmia ;
- Pino.

De la province de Calvi dépendait également le territoire de Filosorma, alors possession des pièves d'Olmia et de Niolo située à l'extrémité méridionale de la province et totalement dépeuplée.